# Humphreys Biplane
Pour les articles homonymes, voir Humphreys.
Le Humphreys Biplane a été la première tentative sérieuse de construction d'un hydravion volant au Royaume-Uni. Aussi connu sous le nom de Wivenhoe Flyer, il a été conçu par le dentiste Jack Humphreys ; il n'a pas réussi à voler.

## Design et développement
Avec l'aide du chantier naval de Forrestt, la construction par Humphreys du biplan a commencé en 1908 près de Wivenhoe sur la rivière Colne, Essex . Avec une envergure de 45 pieds, c'était un biplan sesquiplane avec une coque monoplace. Le biplan avait un moteur de 35 hp (26 kW) JAP V8 refroidi par air qui entraînait deux hélices contrarotatives.
Le biplan a été lancé le 3 avril 1909 mais il s'est transformé en tortue et a coulé à la suite d'un accident. Récupéré et testé à nouveau, le Times rapporta en avril 1909 qu'un autre essai avait été abandonné lorsque l'engrenage entre le moteur et les hélices était tombé en panne. En mai 1909, il réussit à effleurer l'eau à une vitesse de 12 nœuds mais ne parvint pas à surmonter la traînée et ne parvint pas à voler.

## Caractéristiques
- Crew: 1
- Length: 38 ft 0 in (11.58 m)
- Wingspan: 45 ft 0 in (13.72 m)
- Wing area: 650 sq ft (60 m2) approximate
- Gross weight: 1,750 lb (794 kg) approximate
- Powerplant: 1 × J.A.P. V8 air-cooled piston engine, 38 hp (28 kW)

### Remarques
1. 1 2 3 4 5  London 2011, p. 2
2. ↑  "Eastern Counties." Times [London, England] 21 Apr. 1909: 19. The Times Digital Archive. Web. 5 June 2014.